# راتينجية سيكيم
راتينجية سيكيم نوع شجري يتبع جنس الراتينجية من الفصيلة الصنوبرية.

## البيئة والانتشار
ينتشر في شرق جبال الهملايا.